# Myioborus pictus
La candelita aliblanca (Myioborus pictus), también denominada chipe rey o aliblanco y pavito pintado o aliblanco, es una especie de ave paseriforme de la familia Parulidae que vive en Centroamérica y el sur de Norteamérica.

## Descripción
La candelita aliblanca es la especie de mayor tamaño de su género, mide una media de 15 cm de largo y pesa entre 5,9 – 9,6 g. Ambos sexos tienen el plumaje de los mismos colores, aunque los machos son ligeramente más grandes que las hembras. Los adultos son principalmente negros con la parte inferior del pecho y el vientre de color rojo intenso. Tienen las plumas laterales de la cola y una gran mancha en las alas de color blanco, al igual que una pequeña media luna bajo los ojos. Su pico y patas son negruzcos.
Los juveniles de candelita aliblanca carecen de la coloración roja del vientre y el negro brillante de los adultos. Son de color parduzco en las partes superiores, el vientre más claro y las partes blancas de los adultos son de color crema.
A diferencia de la mayoría de los pájaros las hembras de candelita aliblanca son capaces de cantar tan bien como los machos, y durante la época de cortejo ambos miembros de la pareja a menudo cantan juntos.

## Distribución y hábitat
Las candelitas aliblancas suelen encontrarse entre los 1500 y 2500 m de altitud. Anidan en los bosques de pinos y robles y barrancos de América Central, México y el sur de Estados Unidos, llegando hacia el norte hasta Arizona, Nuevo México y California, y por el sur hasta Nicaragua.

## Taxonomía
La especie fue descrita científicamente por el naturalista inglés William Swainson en 1829, como Setophaga pictus — ubicada en el mismo género que la candelita norteña — donde permaneció durante casi un siglo y medio, aunque un naturalista propuso colocarla en el género Muscicapa durante ese periodo. A mediados de los años 1960, se recomendó su traslado a su actual género, Myioborus, debido a las similitudes con los miembros perteneciente a este género encontradas por los investigadores.
Se reconocen dos subespecies de candelita aliblanca, que difieren solo ligeramente en su aspecto:
- M. p. pictus se encuentra desde Arizona y Nuevo México hasta Oaxaca y Veracruz en México. Los pájaros de la zona norte tienden a migrar al sur en invierno.
- M. p. guatemalae, se encuentra desde Chiapas en el sur de México hasta Nicaragua. Carece o tiene muy pequeños los bordes blancos de las terciarias y en la cola tienen menos blanco en la cuarta rectriz, además no es migratoria.[4]

## Comportamiento

### Alimentación
Se alimenta principalmente de insectos y otros invertebrados. En invierno generalmente buscan alimento solos o en pequeños grupos mixtos, junto a la reinita bicolor (Dendroica townsendi) y la reinita cabecigualda (Dendroica occidentalis).

### Reproducción
Anidan en el suelo, situando sus nidos escondidos entre las rocas, ramas y hierba en terrenos inclinados y escarpados. Construyen sus grandes nidos en forma de cuenco poco profundo con tiras de corteza, hierba, fibras vegetales y hojas. Las hembras ponen de tres a cuatro huevos de color crema con pequeñas motas pardas y rojizas. La incubación dura 14 días. Los pollos de candelita aliblanca tienen el interior de la boca de un color naranja amarillento vivo. Los pollos abandonan el nido entre los nueve a trece días tras la eclosión.